# Laurentiuskirche (Hemmingen)

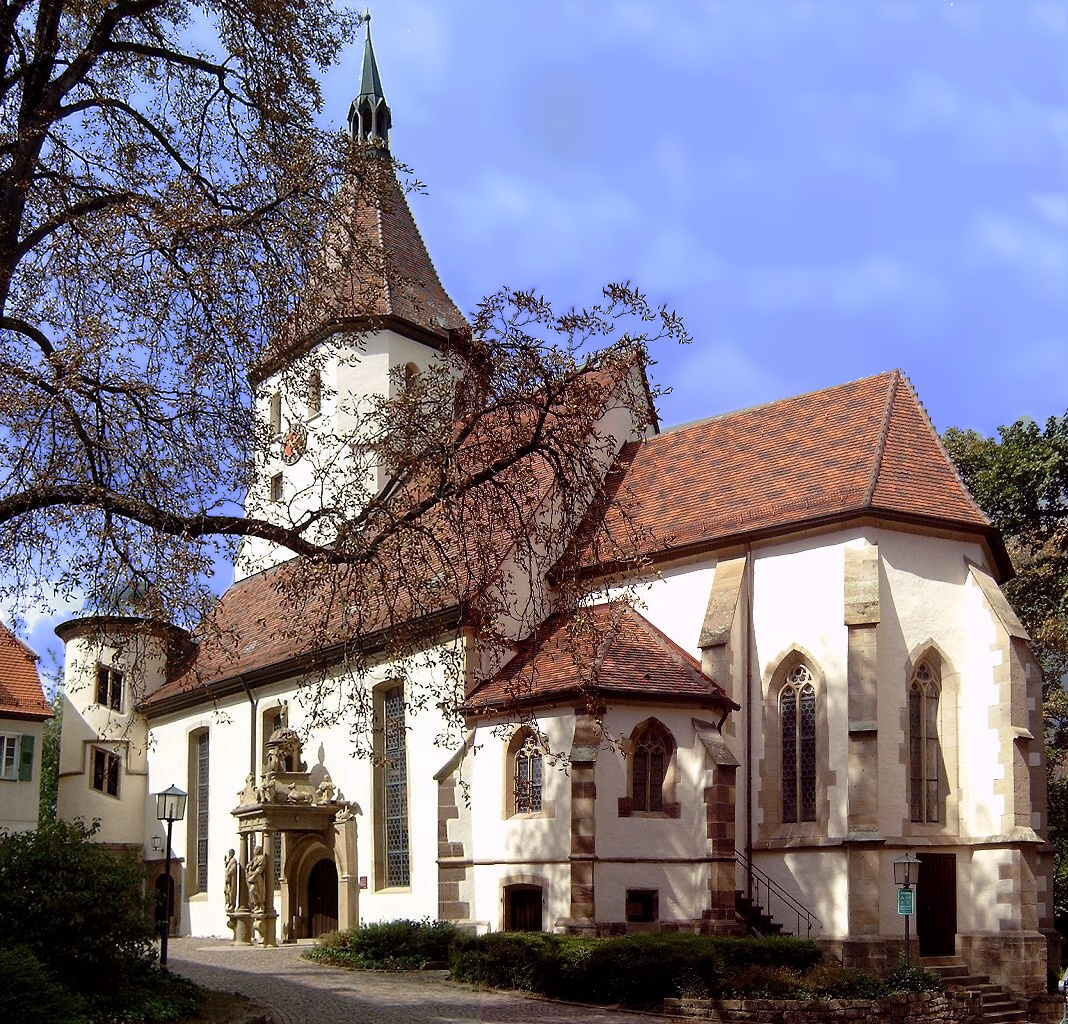
Ansicht Südseite

Die evangelische Laurentiuskirche ist das älteste Gebäude in Hemmingen, einer Gemeinde im Landkreis Ludwigsburg in Baden-Württemberg.

## Lage und Umgebung
Die Laurentiuskirche hat die Adresse Alter Schulplatz 5 und liegt zwischen Marktplatz und Schloss an einem Kirchhof. Gleich neben der Kirche findet man das Evangelische Gemeindehaus (ehemals Pfarrhaus, 1806) und das neue Pfarrhaus (1973) dahinter im Kirchgarten.

## Beschreibung

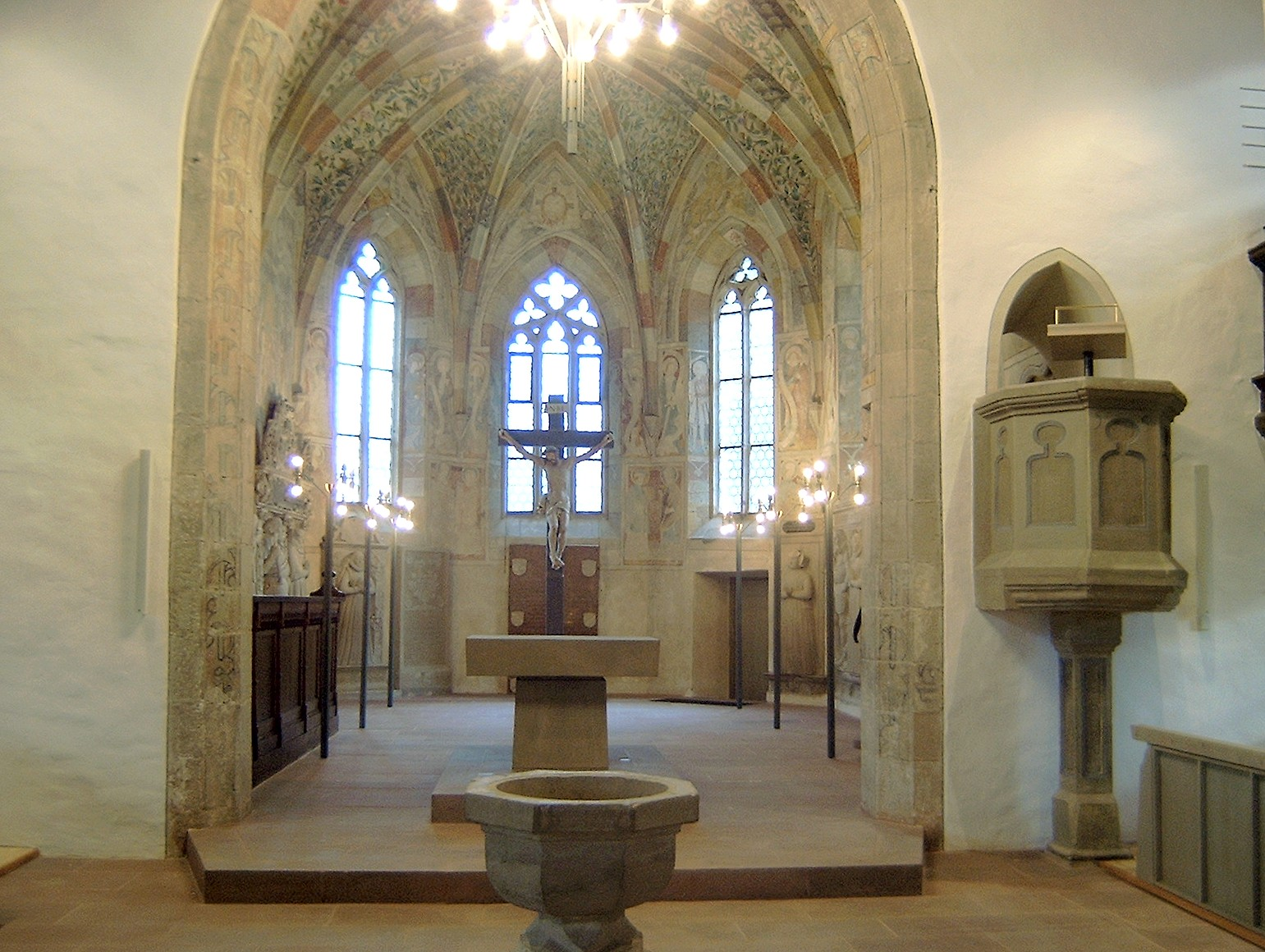
Innenansicht zum Chor

Die Laurentiuskirche ist eine Dorfkirche an einem mittelalterlichen Wehrturm. Sie besitzt einen hochgotischen Chor mit einem geraden Joch und 5/8-Schluss, der rundum gotisch ausgemalt ist, die Decke ziert eine spätere Ausmalung mit farbenfrohen Ranken. Am Chor rechts ist eine spätgotische netzgewölbte Sakristei angebaut. Das Kirchenschiff wurde in Renaissance und Barock mehrfach bis zur Innenraumfassung einer Querkirche erweitert und trägt noch zum Teil barocke Malereien. Außen wurde der Kirchturm historistisch überarbeitet.

## Baugeschichte

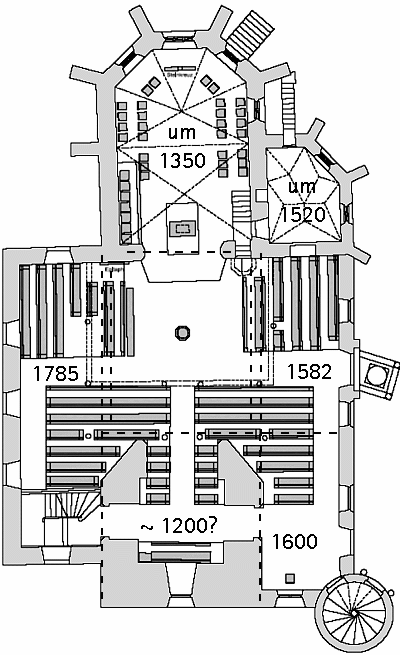
Grundriss 2004

Die Baugeschichte der Laurentiuskirche beginnt mit dem Turm, der in seinen Grundmauern möglicherweise aus dem 12. Jahrhundert stammt. Daran wird ein kleines Kirchlein östlich angeschlossen haben. Dem Kirchlein des 14. Jahrhunderts wurde um 1350 ein stattlicher Chor angefügt. Durch Turm und Chor war fortan die Längenausdehnung vorgegeben. Die spätgotische Sakristei wird um 1530 dazugekommen sein.

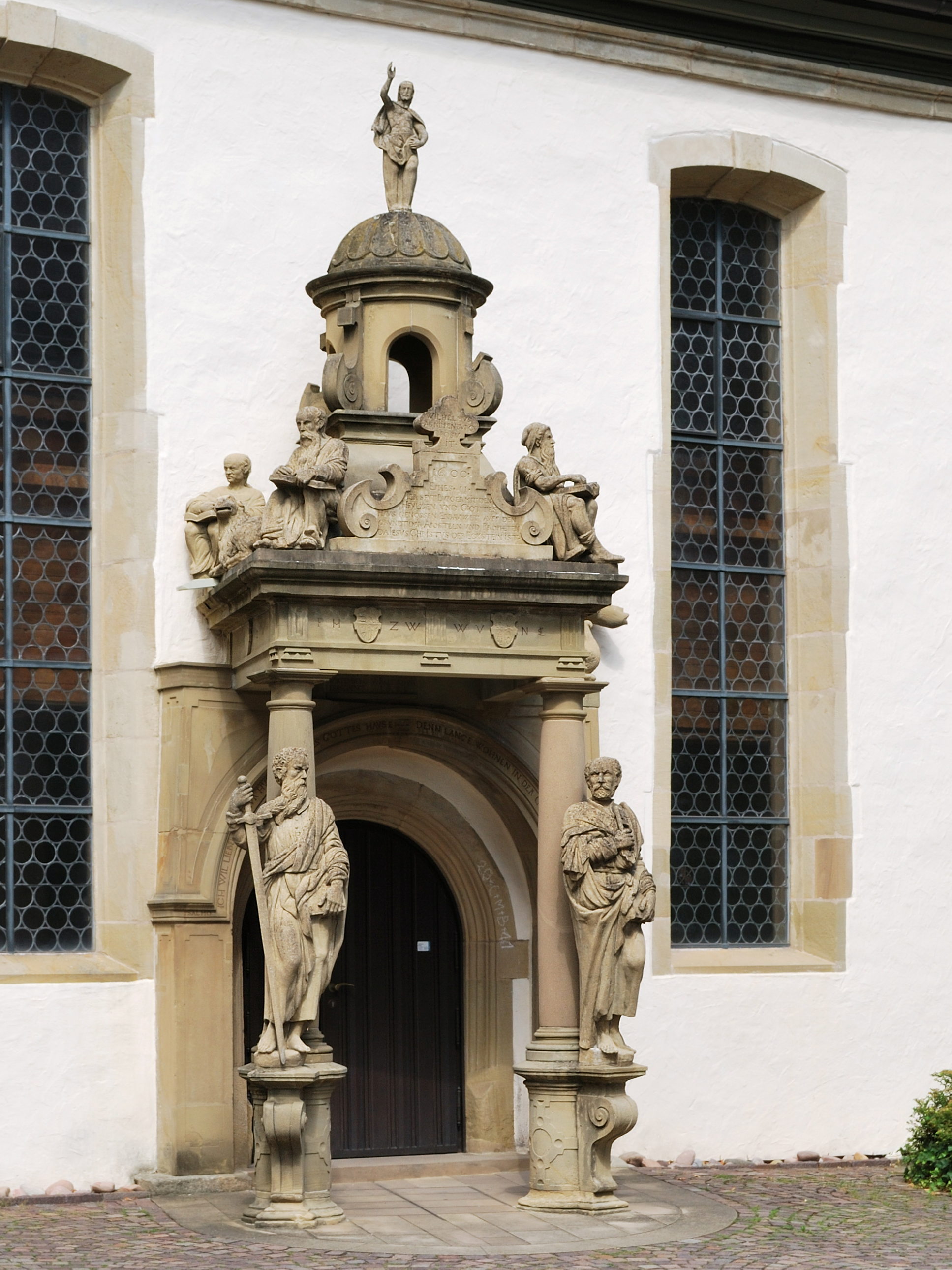
Portal mit den Apostelfiguren Paulus und Petrus

Um 1582 wurde das Kirchenschiff nach Süden verbreitert und eine „die Jahreszahl 1583 tragende, mit fünf Seiten des Achtecks vorspringende steinerne noch stark gotisierende Kanzel [erhielt] ihren Platz vor einer kleinen Spitzbogenöffnung am südlichen Chorbogenpfeiler“. Im Jahr 1600 gab es eine weitere Vergrößerung an der Südseite entlang des Turmsockels nach Westen hin. Damals entstanden die drei Renaissanceportale, von denen das entsprechend der städtebaulichen Situation leicht schräg ausgerichtete Hauptportal auffälliger gestaltet ist: Vorn stehen die lebensgroßen Apostelfiguren Paulus und Petrus, der Deckel trägt an den Ecken die vier Evangelistensymbole und die Mitte wird von einer leeren Tomba und ganz oben dem auferstandenen Christus gekrönt. Im Südwesten wurde ein runder Treppenturm errichtet.
Der mit zwei Altären (im Chorschluss und im Chorbogen), Gestühl und Singpult versehene Chor wurde 1738 freigeräumt für die Aufstellung einer wohl erstmaligen Orgel auf einer Chorempore, wo nördlich auch ein Herrschaftsstuhl eingerichtet wurde. Dessen Zugang direkt vom Schloss her erfolgte über eine gedeckte Brücke zur südöstlichen Seite des Chorpolygons. 1785 wurde das Kirchenschiff für die wachsende Gemeinde noch einmal erweitert, dieses Mal nach Norden, ebenfalls entlang des Turmsockels nach Westen hin. Gleichzeitig wurden die Umfassungswände erhöht und Raum für die große umlaufende Empore geschaffen. Der Turm befindet sich seither mit seinen Grundmauern im Kubus des Langhauses.
1856 wurde die Laurentiuskirche innen und außen neu gestaltet durch Christian Friedrich von Leins. Damals erhielt der Turm seine abgeschrägten Kanten und die charakteristische hohe Laterne.
Von 1956 bis 1961 gab es eine Erneuerung im Inneren durch den Architekten Klatte, bei der einerseits die gotischen Wandmalereien im Chor freigelegt wurden, andererseits aber die neugotischen Bauteile Kanzeldeckel und Altar entfernt bzw. ersetzt wurden. Auch das Gestühl und die Technik wurden neu eingerichtet. Bei der Außenerneuerung 1970 wurde das Dach neu gedeckt.
1998 läutete eine Außenerneuerung eine erneute Renovierung der Kirche ein. 2004 erneuerten die Architekten Kreuz+Kreuz die Kirche. Dabei wurden die Oberflächen im Kirchenschiff gerichtet, die Elektrotechnik und Beleuchtung neu gemacht, das Gestühl überarbeitet und eine neue Heizung verlegt, die an die mit dem Gemeindehaus gemeinsame Gasheizung angeschlossen ist.

## Ausstattung
Im Chor der Laurentiuskirche befinden sich etliche Gedächtnisplatten der Ortsherrschaft aus den Familien der Nippenburger und Varnbüler. Zwei hölzerne Figuren stellen Laurentius und Georg dar. Die Chorwände sind gotisch ausgemalt mit Szenen aus der Geschichte der Heiligen. Ein steinerner barocker Kruzifixus steht im Chorscheitel. Im Kirchenschiff befindet sich oben neben der Orgel ein Epitaph von 1595 mit Tafelbild zur Auferstehung. Daneben steht die 1961 neu gebaute Orgel der Firma Rensch mit teilweise barockem Prospekt.

## Glocken
- Glocke 1: Bet-Vaterunserglocke Gewicht: 900 kg Schlagton: f′ Gußjahr: 1722  (diese Glocke gehört eigentlich zur Gemeinde Bietigheim-Bissingen kam aber durch den Zweiten Weltkrieg nach Hemmingen)
- Glocke 2: Kreuz-Zeichenglocke-Schiedglocke Gewicht: 400 kg Schlagton: as′ Gußjahr: 1698 in Höfingen zu Hemmingen von Johan Roßier
- Glocke 3: Taufglocke Gewicht: 163 kg Schlagton: b′ Gußjahr: 1950 von Heinrich Kurtz in Stuttgart[5]

## Orgel
Die erste Orgel aus dem Jahre 1738 stand ursprünglich im Chor, auf einer eigens dazu eingebauten Empore. Seit 1856 hat sie ihren heutigen Platz auf der Westempore. Der schöne Barockprospekt umgibt heute das 1962 von Richard Rensch (Lauffen/N.) erbaute Werk. Das Instrument hat 21 Register auf zwei Manualen und Pedal.
| I Hauptwerk C–g3    |       |
| Quintadena          | 16′   |
| Schwegel            | 8′    |
| Prinzipal           | 4′    |
| Koppelflöte         | 4′    |
| Waldflöte           | 2′    |
| Sesquialter I-II    | 2 ⁄3′ |
| Rauschpfeife II-III | 2′    |
| Mixtur III          | 2′    |

| II Schwellwerk C–g3 |       |
| Gedeckt             | 8′    |
| Rohrflöte           | 4′    |
| Prinzipal           | 2′    |
| Septnone I-II       |       |
| Gemsquinte          | 1 ⁄3′ |
| Zimbel II           | 1⁄2′  |
| Rohrschalmei        | 8′    |
| Tremulant           |       |

| Pedal C–f1  |       |
| Untersatz   | 16′   |
| Zartbass    | 16′   |
| Oktavbass   | 8′    |
| Piffaro III | 4′    |
| Nachthorn   | 4′    |
| Basszink    | 2 ⁄3′ |

- Koppeln: II/I, I/P, II/P

## Pfarrertafel
Pfarrerinnen und Pfarrer seit 1528 (bis 1991 nach: Heimatbuch Hemmingen, 1991)
- 1528 Sebastian Nippenburger (bis 1559)
- 1559 Johannes Wild (I) (bis 1584)
- 1584 Johannes Wild (II) (bis 1628)
- 1628 Johannes Wild (III) (bis 1632)
- 1632 Johann Christian Oswald (bis 1635)
- 1635 Johann Georg Azymus (bis 1655)
- 1655 Ulrich Christoph Varenbüler (bis 1656)
- 1656 Georg Friedrich Weinmar (bis 1670)
- 1670 Johann Melchior Eppinger (bis 1696)
- 1696 Benjamin Schmid (bis 1708)
- 1708 Johann Christoph Simeon Elsässer (1722)
- 1722 Friedrich Christoph Kausler (bis 1734)
- 1734 Heinrich Albrecht Schmoll (bis 1738)
- 1739 Georg Daniel Esenwein (bis 1762)
- 1762 Johann Jakob Friedrich Rau (bis 1795)
- Neubau Pfarrhaus, Pfarrverweser Christian Jakob Hermann
- 1804 Friedrich Wilhelm Jonathan Dillenius (bis 1815)
- 1815 Christoph Friedrich Schott (bis 1854)
- 1854 Pfarrverweser Wilhelm Köhl (bis 1855)
- 1855 Karl Gustav Schöll (bis 1869)
- 1869 Emil Demmler (Pfarrverweser, 1870–1877 Pfarrer)
- 1877 Christoph Eberhard Elwert (bis 1883)
- 1883 Pfarrverweser Georg Dieterle (bis 1884)
- 1884 Ernst Hoffmann (bis 1907)
- 1907 Pfarrverweser Hermann Henne (bis 1908)
- 1908 Eugen Hofstetter (bis 1910)
- 1910 Pfarrverweser Paul Steinestel (bis 1911)
- 1911 Ernst Heintzeler (bis 1932)
- 1933 Fritz Wölfing-Selig (bis 1945)
- 1945 Immanuel Baumann (bis 1948)
- 1949 Otto Kicherer (bis 1956)
- 1956 Immanuel Kling (bis 1974)
- 1974 Hans-Joachim Stambke (bis 1993)
- 1985 Pfarrvikar Claus Bischoff (bis 1987)
- 1987 Pfarrvikar Johannes Gruner (bis 1990)
- 1990 Pfarrvikar Ulf Pomerenke (bis 1992)
- 1992 Pfarrvikar Roland Opitz (bis 1996)
- 1993 Dr. Gerhard Schäberle-Koenigs (bis 2003)
- 1993 Gabriele Koenigs (bis 2004)
- 1996 Pfarrvikarin Susanne Holzwarth-Raithelhuber (bis 1998)
- 1996 Pfarrvikar Wolfgang Adelhelm (bis 1999)
- 2004 Gunther Seibold (bis 2012)
- 2004 Sabine Leibbrandt (bis 2009)
- 2009 Stefanie Luz (bis 2014)
- 2013 Martin Kreiser (bis 2014)
- 2015 Silke Heckmann (bis 2022)
- 2016 Barbara Eisenhardt (bis 2022)